# 克盧什宮

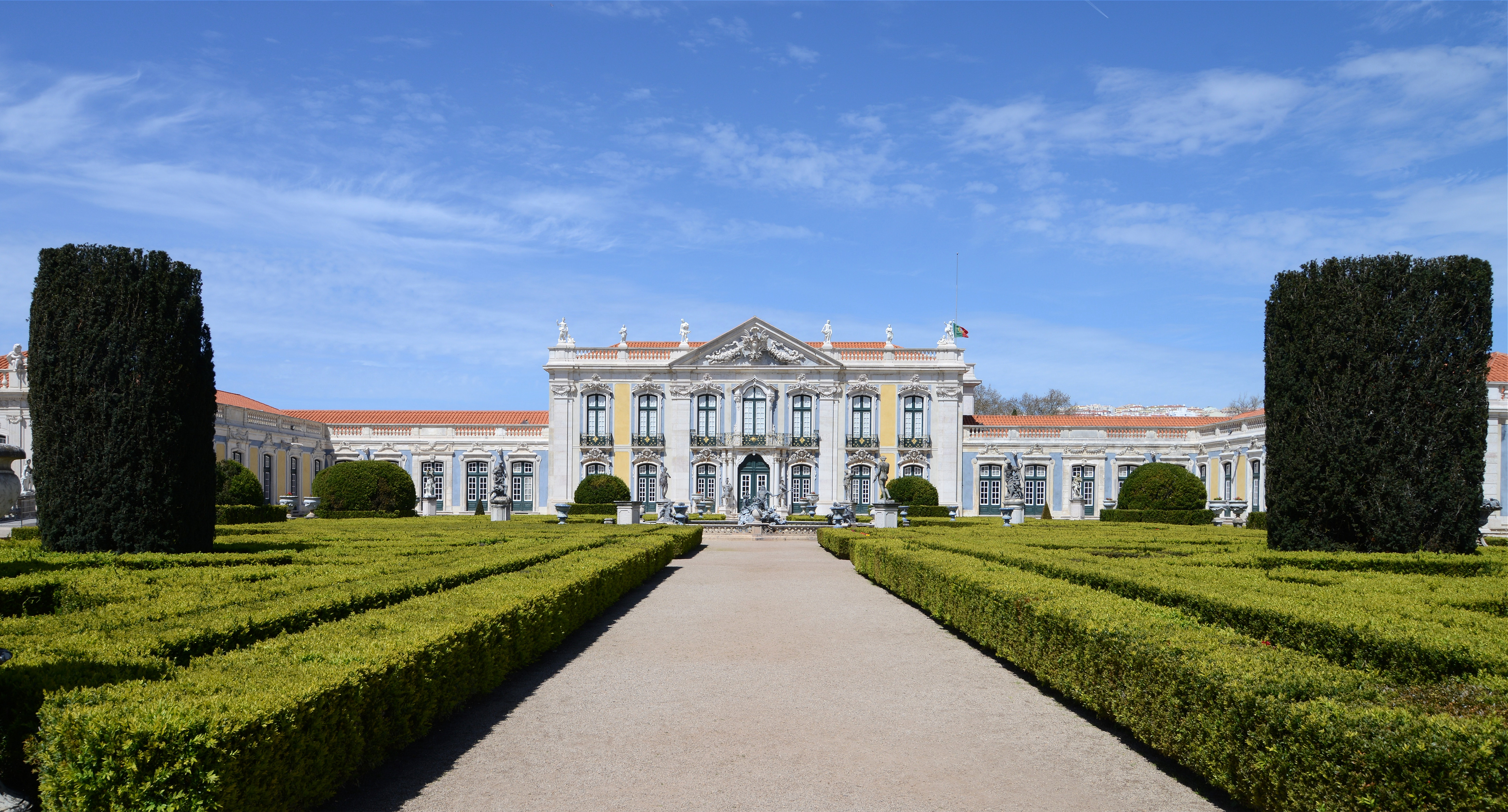
克盧什宮

克盧什宮（葡萄牙語：Palácio de Queluz）是葡萄牙辛特拉區城市克盧什的一座修建於18世紀的宮殿建築。克盧什宮是歐洲最後的大型洛可可式建築之一，曾是佩德羅三世的夏宮之一。

## 外部連結
- View a video tour of Queluz National Palace at File:Queluz.ogg
- Queluz City Guide

38°45′02″N 9°15′31″W / 38.7506°N 9.2587°W